# Andy Goram
Andrew Lewis Goram más conocido como Andy Goram (Bury, Inglaterra, 13 de abril de 1964-2 de julio de 2022) fue un futbolista escocés, que se desempeñó como portero y que militó en diversos clubes de Escocia e Inglaterra. Fue seleccionado internacional escocés, en tal solo 43 oportunidades con su selección escocesa y además, disputó dos Copas del Mundo FIFA y dos Eurocopas, con el seleccionado de su país.

## Clubes
| Club                | País       | Año         |
| ------------------- | ---------- | ----------- |
| Oldham Athletic     | Inglaterra | 1981 - 1987 |
| Hibernian           | Escocia    | 1987 - 1991 |
| Rangers             | Escocia    | 1991 - 1998 |
| Notts County        | Inglaterra | 1998        |
| Sheffield United    | Inglaterra | 1999        |
| Motherwell          | Escocia    | 1999 - 2001 |
| Manchester United   | Inglaterra | 2001        |
| Hamilton Academical | Escocia    | 2001        |
| Coventry City       | Inglaterra | 2001 - 2002 |
| Oldham Athletic     | Inglaterra | 2002        |
| Queen of the South  | Escocia    | 2002 - 2003 |
| Elgin City          | Escocia    | 2003 - 2004 |

## Selección nacional
Ha sido internacional con la Selección de fútbol de Escocia; donde jugó 43 partidos internacionales por dicho seleccionado. Incluso participó con su selección, en 2 Copa Mundiales. La primera Copa del Mundo en que Goram participó, fue en la edición de México 1986, donde su selección también quedó eliminado en la primera fase, siendo última de su grupo (que compartió con Alemania (equipo que a la postre, sería el subcampeón de ese mundial), Dinamarca y Uruguay) y la segunda fue en la edición de Italia 1990, donde su selección quedó eliminado en la primera fase, siendo tercera de su grupo (que compartió con Brasil, Costa Rica y Suecia y precisamente ante los suecos, su selección obtuvo su único triunfo en ese mundial). También participó en 2 ediciones de la Eurocopa. La primera fue en la edición de Eurocopa de Suecia 1992, donde su selección quedó eliminada en la primera fase, siendo tercera de su grupo (que compartió con Holanda, Alemania (equipo que además sería el subcampeón de ese torneo) y la Comunidad de Estados Independientes y la segunda fue en la edición de Inglaterra 1996, donde su selección también quedó eliminado en la primera fase, siendo tercera de su grupo (que compartió con el equipo local y además, su vecino Inglaterra, Holanda y Suiza).

## Participaciones en Copas del Mundo
| Mundial                        | Sede   | Resultado    |
| ------------------------------ | ------ | ------------ |
| Copa Mundial de Fútbol de 1986 | México | Primera Fase |
| Copa Mundial de Fútbol de 1990 | Italia | Primera Fase |

## Participaciones en Eurocopas
| Mundial       | Sede       | Resultado    |
| ------------- | ---------- | ------------ |
| Eurocopa 1992 | Suecia     | Primera Fase |
| Eurocopa 1996 | Inglaterra | Primera Fase |